# نوک‌کندی
نوک‌کُندی 
(به بلوچی: نوک کنڈی) نام شهر و منطقه‌ای در ایالت بلوچستان پاکستان است. این منطقه در طول تاریخ مورد کنترل سکاها و پارتیان هند بوده‌است و به نظر می‌رسد با محدودهٔ تاریخی زرنگ مطابقت داشته‌باشد. اقلیم نوک‌کندی بیابانی و خشک است.